# Лопухувко
Лопуху́вко (пол.  Łopuchówko) — село в Польше на территории гмины Мурована-Гослина Познанского повета Великопольского воеводства. Располагается на территории ландшафтного парка «Пуща-Зелёнка». В селе находится администрация лесничества «Лопуховко».

## География
Село находится в 3 км от села Лопухово и 5 км.от города Мурована-Гослина.

## История
С 1975 по 1998 год село входило в Познанское воеводство.

## Известные жители и уроженцы
- В селе скончался генерал-губернатор Галиции, польский историк и политик Михал Бобржинский (1849—1935).